# Jukoluoto
Jukoluoto är en ö i Finland. Den ligger i Skärgårdshavet och i kommunen Åbo i den ekonomiska regionen  Åbo ekonomiska region i landskapet Egentliga Finland, i den sydvästra delen av landet. Ön ligger omkring 11 kilometer söder om Åbo och omkring 150 kilometer väster om Helsingfors.
Öns area är 1,7 hektar och dess största längd är 170 meter i sydväst-nordöstlig riktning. I omgivningarna runt Jukoluoto växer i huvudsak barrskog. Runt Jukoluoto är det ganska tätbefolkat, med 111 invånare per kvadratkilometer. Närmaste större samhälle är Åbo, 11,1 km norr om Jukoluoto.